# Kolp (Familienname)
Kolp ist ein Familienname. Zu Herkunft und Bedeutung siehe Kolbe.

## Namensträger
- Alan Kolp (* 1944), US-amerikanischer Theologe
- Engelbert Kolp (1840–1877), österreichischer Bildhauer
- Franziska Kolp (* 1954), Schweizer Literaturwissenschaftlerin